# Premierminister des Vereinigten Königreichs
Der Premierminister des Vereinigten Königreichs ist der ranghöchste Minister der Regierung des Vereinigten Königreichs Großbritannien und Nordirland. Die volle Amtsbezeichnung lautet Prime Minister, First Lord of the Treasury and Minister for the Civil Service of the United Kingdom of Great Britain and Northern Ireland („Premierminister, Erster Lord des Schatzamtes und Minister für den Staatsdienst des Vereinigten Königreichs Großbritannien und Nordirland“).
Der erste Amtsinhaber war Robert Walpole (1721–1742); derzeitiger Amtsinhaber ist Keir Starmer. Einen formalen Stellvertreter gibt es nicht, jedoch wurden in der Vergangenheit bereits mehrere Minister zum Deputy Prime Minister oder First Secretary of State mit entsprechenden Funktionen ernannt.

## Kompetenzen
Im Vereinigten Königreich gibt es keine geschriebene Verfassung, die die Kompetenzen des Regierungschefs klar definiert.
Der Premierminister hat innerhalb der Regierung die Richtlinienkompetenz, ernennt die Mitglieder seines Kabinetts, koordiniert ihre Arbeit und die ihrer Ministerien, nimmt an zeremoniellen Anlässen teil, ist das „Gesicht“ der Regierung im Vereinigten Königreich und außerhalb.
Die Legislaturperioden des britischen Unterhauses werden in mehrere Regierungsphasen unterteilt. Traditionell dauern diese etwa ein Jahr. Eine neue Regierungsphase beginnt mit der King’s Speech, der Verlesung des Regierungsprogramms durch den König. Vor der Rede wird das Parlament traditionell beurlaubt. Der Premierminister hat das Recht, den Zeitpunkt zu bestimmen und den Monarchen zu bitten, das Parlament vorübergehend zu schließen. Am 24. September 2019 entschied der Oberste Gerichtshof des Vereinigten Königreichs einstimmig, dass die Suspendierung sachliche Gründe haben muss und nicht das Ziel haben darf, die Ausübung des verfassungsmäßigen Auftrags des Parlaments zu behindern.

## Ernennung und Rücktritt
Der Premierminister wird durch den Monarchen ernannt, der ihn nach geltender Übereinkunft den Mehrheitsführer des Unterhauses auswählt. Wenn keine Partei die Mehrheit hat (Hung parliament) – ein angesichts des Mehrheitswahlrechts seltener Fall –, ernennt der Monarch den führenden Politiker einer Koalition oder einen der beiden Parteiführer.
Seit Beginn des 20. Jahrhunderts wird per Konvention erwartet, dass ein zu bestimmender Premierminister, wie auch die anderen Mitglieder des Kabinetts, über einen eigenen Sitz im Unterhaus verfügt. Im Gegensatz zu anderen Kabinettsposten, die teilweise auch von Mitgliedern des House of Lords besetzt werden, waren alle Premierminister seit Arthur Balfour während ihrer Amtszeit Mitglieder des House of Commons; lediglich Alec Douglas-Home war bei seinem Amtsantritt 1963 als Earl of Home Oberhausmitglied, verzichtete aber umgehend auf den Titel und sicherte sich in einer Nachwahl einen Unterhaussitz.
Theoretisch kann der Premierminister (sowie die übrigen Regierungsmitglieder) jederzeit vom Monarchen entlassen werden. In der Praxis geschieht dies nur bei einem Rücktritt des Amtsinhabers; dieser kann aus persönlichen Gründen erfolgen, wegen einer Wahlniederlage seiner Partei oder bei Verlust der Unterstützung im Unterhaus bzw. unter ausreichend vielen Abgeordneten seiner Fraktion. Dabei kann der Rücktritt einem Misstrauensvotum oder einer verlorenen wichtigen Abstimmung folgen, diesen – bei absehbarem Ergebnis – jedoch auch vorausgehen. In jüngerer Zeit spielen dabei auch parteiinterne Abstimmungen eine Rolle. Tatsächlich ist die Parteidisziplin stark genug, um diese Art von Abstimmungen selten zu halten, so selten, dass seit 1885 lediglich drei Misstrauensvoten erfolgreich waren. Der Premierminister muss sich daher die Unterstützung seiner Fraktion bewahren, wenn er nicht – wie bei Arthur Neville Chamberlain und Margaret Thatcher geschehen – bei schwindender Popularität aus dem Amt gedrängt werden will. Der Premierminister hat auch die Möglichkeit, dem Monarchen jederzeit eine Auflösung des Parlaments und damit Neuwahlen vorzuschlagen; diese Möglichkeit wurde 2011 gesetzlich abgeschafft, 2022 aber wieder eingeführt.
Über lange Zeit hinweg war es üblich, dass ehemalige Premierminister bei Ausscheiden aus dem Unterhaus zu erblichen Peers im Rang eines Earl ernannt wurden. Letztmals erfolgte dies 1984 für Harold Macmillan.
Der führende Politiker der größten Oppositionspartei und direkter Kontrahent des Premierministers in Debatten wird Leader of His Majesty’s Loyal Opposition („Führer der loyalen Opposition Seiner Majestät“) genannt. Er gilt als möglicher Nachfolger und bildet daher ein Schattenkabinett.

## Ursprünge des Amtes
Das Amt des Premierministers entspringt dem Amt des First Lord of the Treasury, des Ersten Lords des Schatzamtes. Seit 1714 wurde das Amt des Schatzmeister (Lord High Treasurer), dem die Verwaltung des königlichen Schatzes oblag, nicht mehr an eine Einzelperson, sondern eine Kommission vergeben, innerhalb derer der Erste Lord der führende Verantwortliche war. Unter Robert Walpole (1721–1742) gewann der Erste Lord erstmals einen führenden Einfluss auf die Regierungspolitik und legte damit die Grundlage für das Amt des Premierministers.
Für den führenden Minister kam gegen Ende des 18. Jahrhunderts die Bezeichnung Premierminister in Gebrauch, war aber zunächst nur eine inoffizielle Bezeichnung für den ranghöchsten Minister, der offiziell andere Ämter ausübte, meistens (mit Ausnahme William Pitts und Robert Gascoyne-Cecils, die Lordsiegelbewahrer bzw. Außenminister waren) das des Ersten Lords des Schatzamtes.
Die Existenz eines Premierministers wurde lange geleugnet und der Begriff oftmals als Beleidigung eingesetzt. Während einer Parlamentsdebatte um Walpole betonte der Abgeordnete von Worcester, dass es nicht einen Premierminister, sondern mehrere Great Officers of State gäbe. Benjamin Disraeli verwendete bei der Unterschrift des Vertrags von Berlin zum ersten Mal offiziell die Formulierung „Erste[r] Lord des Schatzes Ihrer Majestät und Erste[r] Minister von England“. Bis zu Robert Peels erfolglosem Versuch, ohne Parlamentsmehrheit zu regieren, machte der Monarch nicht bekannt, wen er als seinen Premierminister betrachtete. Noch Arthur Balfour distanzierte sich von dem Begriff. Das Amt des Premierministers erhielt erstmals 1905 unter seinem Nachfolger Henry Campbell-Bannerman offizielle Anerkennung, als es in der order of precedence (Rangfolge) einen Status unmittelbar nach dem Erzbischof von York erhielt.

## Erster unter Gleichen?
In der Theorie ist der Premierminister des Vereinigten Königreichs ein primus inter pares, ein Erster unter Gleichen im britischen Kabinett. Bei der Auswahl der Minister bindet der Premierminister üblicherweise Parlamentsmitglieder ein, die über eine eigene politische Basis, eine Hausmacht, verfügen, und die ihm potenziell gefährlich werden könnten. Andererseits hat der Premierminister sehr wenig Möglichkeiten, auf die Zusammensetzung der britischen Zivilverwaltung Einfluss zu nehmen, so dass ein Spannungsverhältnis zwischen den gewählten Politikern und der Beamtenschaft spürbar ist. Dennoch kann in der Praxis ein starker Premierminister die Regierung so dominieren wie in anderen Ländern der Präsident, ohne die Last der zeremoniellen Pflichten eines Staatsoberhaupts zu tragen. Beispiele für starke britische Premierminister in diesem Sinne sind William Ewart Gladstone, David Lloyd George, Winston Churchill, Margaret Thatcher und Tony Blair.

## 10 Downing Street

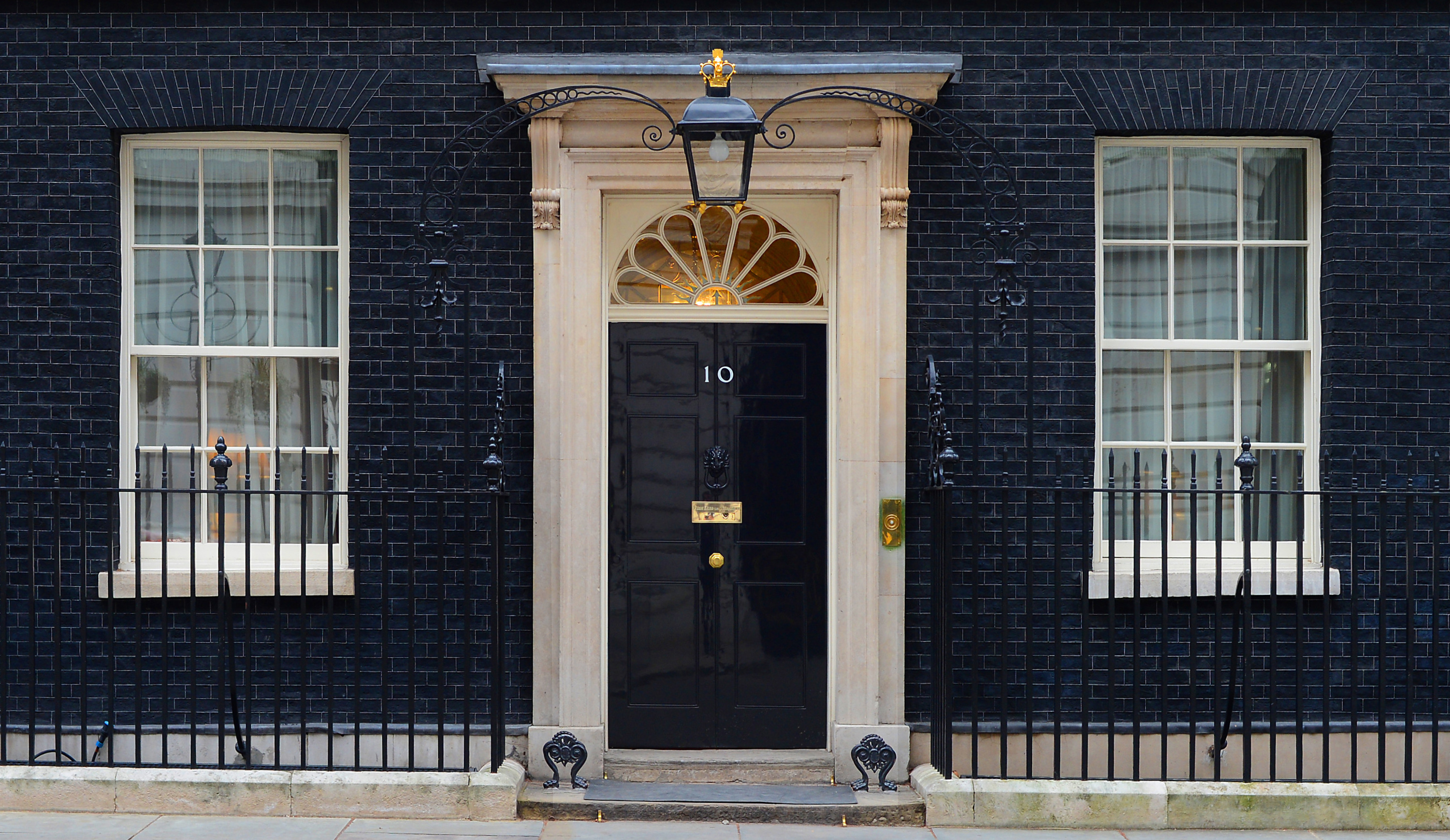
10 Downing Street

Der Premierminister wohnt traditionell in der 10 Downing Street in London, der Amtswohnung des Ersten Lords des Schatzamtes. Dieses Haus hatte König Georg II. Sir Robert Walpole zum persönlichen Geschenk gemacht. Walpole nahm das Geschenk nicht an, akzeptierte das Haus jedoch in seiner Eigenschaft als Erster Lord des Schatzamtes, und bezog die Residenz 1735. Die meisten der ihm folgenden Amtsinhaber wohnten hier, obwohl es einige Premierminister des 19. Jahrhunderts vorzogen, in ihrem eigenen Haus zu leben. Einige waren nicht Erster Lord des Schatzamtes und somit auch nicht berechtigt, in Downing Street zu wohnen. Harold Macmillan, Harold Wilson und John Major wohnten zeitweise im Admiralty House. 1958 setzte Macmillan eine Kommission ein, die das baufällige Gebäude begutachten und über eine Renovierung entscheiden sollte. Ein Abriss wurde erwogen, da das Gebäude jedoch ähnlich ikonischen Status wie Windsor Castle oder der Buckingham Palace erreicht hatte, wurde eine umfangreiche Renovierung beschlossen. Soweit möglich, wurden Originalteile bei der Renovierung wieder benutzt. Wo eine Weiterbenutzung des Interieurs unmöglich erschien, wurde die ganze Einrichtung fotografiert, ausgemessen und kopiert. Da jedoch nach Abschluss der Renovierungsarbeiten erneut Braunfäule auftrat, wurde während Wilsons Amtszeiten (1964–1970 und 1974–1976) das Haus einer so grundlegenden Renovierung unterzogen, dass es einem völligen Neubau gleichkam. Major zog infolge der erforderlichen Reparaturarbeiten nach einem Anschlag der Provisional IRA aus dem Gebäude aus. 1997 wählte der neue Premierminister Tony Blair 11 Downing Street als Residenz und überließ Nr. 10 seinem Schatzkanzler Gordon Brown, da 10 Downing Street für Blairs Familie zu klein wäre. Die beiden Häuser sind jedoch miteinander verbunden.

## Gehalt
Das Jahresgehalt des ehemaligen Premierministers Gordon Brown belief sich auf 150.000 Pfund Sterling. Im Zuge von Sparmaßnahmen der Regierung unter David Cameron wurde es auf 142.500 Pfund reduziert. Hierbei sind allerdings die Bezüge als Abgeordneter des House of Commons mit einbezogen. Diese betrugen 65.737 Pfund für das Jahr 2010/11.

## Premierminister des Vereinigten Königreichs Großbritannien und Nordirland (seit 1922)
| Person                                                                                       | Bild | Partei             | Partei                                        | Beginn der Amtszeit | Ende der Amtszeit                                      | Kabinett                                                         |
| -------------------------------------------------------------------------------------------- | ---- | ------------------ | --------------------------------------------- | ------------------- | ------------------------------------------------------ | ---------------------------------------------------------------- |
| Andrew Bonar Law                                                                             |      |                    | Conservative Party                            | 24. Okt. 1922       | 20. Mai 1923                                           | Kabinett Bonar Law                                               |
| Stanley Baldwin später 1. Earl Baldwin of Bewdley                                            |      | Conservative Party | 22. Mai 1923                                  | 23. Jan. 1924       | Kabinett Baldwin I                                     |                                                                  |
| Ramsay MacDonald                                                                             |      |                    | Labour Party                                  | 23. Jan. 1924       | 4. Nov. 1924                                           | Kabinett MacDonald I                                             |
| Stanley Baldwin später 1. Earl Baldwin of Bewdley                                            |      |                    | Conservative Party                            | 6. Nov. 1924        | 4. Juni 1929                                           | Kabinett Baldwin II                                              |
| Ramsay MacDonald                                                                             |      |                    | Labour Party                                  | 8. Juni 1929        | 7. Juni 1935                                           | Kabinett MacDonald II                                            |
| Ramsay MacDonald                                                                             |      | National Labour    | Nationale Regierung I. Nationale Regierung II | 8. Juni 1929        | 7. Juni 1935                                           |                                                                  |
| Stanley Baldwin später 1. Earl Baldwin of Bewdley                                            |      |                    | Conservative Party                            | 7. Juni 1935        | 28. Mai 1937                                           | Nationale Regierung III                                          |
| Neville Chamberlain                                                                          |      | Conservative Party | 28. Mai 1937                                  | 10. Mai 1940        | Nationale Regierung IV Kriegsregierung Chamberlain     |                                                                  |
| Winston Churchill später Sir Winston Churchill                                               |      | Conservative Party | 10. Mai 1940                                  | 26. Juli 1945       | Kriegsregierung Churchill Übergangsregierung Churchill |                                                                  |
| Clement Attlee später 1. Earl Attlee                                                         |      |                    | Labour Party                                  | 27. Juli 1945       | 27. Okt. 1951                                          | Kabinett Attlee I, Kabinett Attlee II                            |
| Winston Churchill später Sir Winston Churchill                                               |      |                    | Conservative Party                            | 27. Okt. 1951       | 5. Apr. 1955                                           | Kabinett Churchill III                                           |
| Anthony Eden später 1. Earl of Avon                                                          |      | Conservative Party | 6. Apr. 1955                                  | 9. Jan. 1957        | Kabinett Eden                                          |                                                                  |
| Harold Macmillan später 1. Earl of Stockton                                                  |      | Conservative Party | 10. Jan. 1957                                 | 19. Okt. 1963       | Kabinett Macmillan I, Kabinett Macmillan II            |                                                                  |
| Sir Alec Douglas-Home bis 23. Oktober 1963 14. Earl of Home, später Baron Home of the Hirsel |      | Conservative Party | 19. Okt. 1963                                 | 16. Okt. 1964       | Kabinett Douglas-Home                                  |                                                                  |
| Harold Wilson später Baron Wilson of Rievaulx                                                |      |                    | Labour Party                                  | 16. Okt. 1964       | 19. Juni 1970                                          | Kabinett Wilson I, Kabinett Wilson II                            |
| Edward Heath später Sir Edward Heath                                                         |      |                    | Conservative Party                            | 23. Juni 1970       | 4. März 1974                                           | Kabinett Heath                                                   |
| Harold Wilson später Baron Wilson of Rievaulx                                                |      |                    | Labour Party                                  | 4. März 1974        | 5. Apr. 1976                                           | Kabinett Wilson III, Kabinett Wilson IV                          |
| James Callaghan später Baron Callaghan of Cardiff                                            |      | Labour Party       | 5. Apr. 1976                                  | 4. Mai 1979         | Kabinett Callaghan                                     |                                                                  |
| Margaret Thatcher später Baroness Thatcher of Kesteven                                       |      |                    | Conservative Party                            | 4. Mai 1979         | 22. Nov. 1990                                          | Kabinett Thatcher I, Kabinett Thatcher II, Kabinett Thatcher III |
| John Major später Sir John Major                                                             |      | Conservative Party | 28. Nov. 1990                                 | 2. Mai 1997         | Kabinett Major I, Kabinett Major II                    |                                                                  |
| Tony Blair später Sir Tony Blair                                                             |      |                    | Labour Party                                  | 2. Mai 1997         | 27. Juni 2007                                          | Kabinett Blair I, Kabinett Blair II, Kabinett Blair III          |
| Gordon Brown                                                                                 |      | Labour Party       | 27. Juni 2007                                 | 11. Mai 2010        | Kabinett Brown                                         |                                                                  |
| David Cameron später Baron Cameron of Chipping Norton                                        |      |                    | Conservative Party                            | 11. Mai 2010        | 13. Juli 2016                                          | Kabinett Cameron I, Kabinett Cameron II                          |
| Theresa May später Lady May                                                                  |      | Conservative Party | 13. Juli 2016                                 | 24. Juli 2019       | Kabinett May I, Kabinett May II                        |                                                                  |
| Boris Johnson                                                                                |      | Conservative Party | 24. Juli 2019                                 | 6. Sep. 2022        | Kabinett Johnson I, Kabinett Johnson II                |                                                                  |
| Liz Truss                                                                                    |      | Conservative Party | 6. Sep. 2022                                  | 25. Okt. 2022       | Kabinett Truss                                         |                                                                  |
| Rishi Sunak                                                                                  |      | Conservative Party | 25. Okt. 2022                                 | 5. Juli 2024        | Kabinett Sunak                                         |                                                                  |
| Sir Keir Starmer                                                                             |      |                    | Labour Party                                  | 5. Juli 2024        | amtierend                                              | Kabinett Starmer                                                 |